# The Resurrection of Jake the Snake Roberts
The Resurrection of Jake the Snake ist ein US-amerikanischer Dokumentarfilm von Steve Yu aus dem Jahr 2015. Der Film behandelt den Kampf der Wrestling-Legende Jake Roberts gegen seine Alkoholabhängigkeit. Ihm zur Seite steht der ehemalige Wrestler Diamond Dallas Page, der ein spezielles Yoga-Programm entwickelt hat, um sowohl Suchtkrankheiten zu behandeln als auch das körperliche Wohlbefinden zu erhöhen.

## Handlung
Der Film beginnt mit einer Übersicht über die Karrierestationen von Jake „the Snake“ Roberts. Erwähnt wird unter anderem sein Auftritt bei WrestleMania III vor 90.000 Zuschauern. Dabei kommen auch einige seiner Wrestlingkollegen zu Wort, wie Steve Austin und Edge. Angesprochen werden auch seine jahrzehntelange Alkoholabhängigkeit und sein unrühmlicher Auftritt in der Dokumentation Beyond the Mat, der ihn als gebrochenen Mann zeigt. Der letzte Tiefschlag ist ein Auftritt bei einer Independent-Wrestling-Show 2008 vor knapp 700 Leuten, bei der er schwer alkoholisiert und komplett orientierungslos erscheint.
Der Film springt in das Jahr 2012. Diamond Dallas Page (DDP), der Jake Roberts vorher als Mentor beschrieben hat, besucht Jake Roberts in seinem Zuhause in Gainesville (Texas) und versucht ihn von seinem neu entwickelten Yoga-Programm zu überzeugen. Roberts ist schwer heruntergekommen und leidet sowohl unter seinem Alkoholismus als auch unter starken Schmerzen nach seiner letzten OP. Außerdem enthüllt er, vor einem Monat Crack geraucht zu haben.
Jake zieht in DDPs Haus, das dieser zu diesem Zweck in „The Accountability Crib“ (der Rechenschafts-Griff) umbenennt, und startet ein umfangreiches Rehabilitationsprogramm, das aus Yoga, diversen Gesprächen, Training und gemeinsamen Aktivitäten besteht. Es kommt zu mehreren Rückfällen, aber über die Dauer des Programms beginnt sich Roberts Gesundheitszustand zu verbessern und er beginnt sich mit seiner Familie auseinanderzusetzen, von der er sich sehr weit entfernt hat. Sein Ziel ist eine Teilnahme am WWE Royal Rumble als Stargast. Nach einigen Monaten benötigt er eine OP an der Schulter. Da ihm eine Krankenversicherung fehlt, wird das Geld über eine Crowdfunding-Kampagne auf Indiegogo besorgt. Nach 15 Wochen kommt mit dem ebenso gestrandeten Scott Hall ein zweiter Kollege in DDPs Programm.
Dokumentiert wird auch, wie Jake Roberts weiterhin im Wrestling-Business aktiv ist. Er besucht Fantreffen, Podcasts und andere Veranstaltungen. Auf dem Weg der Besserung wird er außerdem vom Cauliflower Alley Club geehrt. Am Ende wird er zunächst zu einer „Old School“-Episode von WWE Raw eingeladen. Höhepunkt des Films ist seine Aufnahme in die WWE Hall of Fame 2014. Dort wird er von DDP eingeführt. Am gleichen Abend wird auch Scott Hall geehrt. Der Film endet schließlich mit einem Training im Wrestlingring, bei dem Page, Hall und Roberts ihre Leben besprechen.

## Wrestler
Neben Hall, Page und Roberts als Protagonisten des Films sind folgende Persönlichkeiten des Wrestlings zu sehen:
- Stone Cold Steve Austin
- Ted DiBiase
- Jim Duggan
- Edge
- Chris Jericho
- Jerry Mires
- Gene Okerlund
- Dustin Rhodes
- Jim Ross

## Hintergrund
Der Film hatte seine Premiere auf dem Slamdance Film Festival am 23. Januar 2015 in Park City (Utah). Anschließend wurde er auch auf dem Portland Film Festival gezeigt. Es folgte eine Kinoauswertung ab dem 2. September 2015.

## Rezeption
Der Film wurde gemischt besprochen. Robert Abele schrieb in der Los Angeles Times, dass Jake the Snake Roberts sicherlich eine ansprechende Figur für einen solchen Dokumentarfilm sei. Ihn störe jedoch die massive Werbung für DDPs Yoga-Programm und weitere Produkte des Wrestlers. Außerdem habe sich Yu selbst in den Film geschrieben, was ein deutliches Zeichen sein, das Selbstpromotion der eigentliche Zweck des Films sei. Ähnlich bewertete Jon Jackson den Film auch auf der Website Den of Geek.
Hab Rich von TJR Wrestling dagegen nannte den Film neben Beyond the Mat (1999) und Die heimliche Wut des Catchers Hitman Hart (1998) als einen seiner drei Favoriten, was Wrestling-Dokumentationen angeht. Robert Kojder von Flickeringmyth.com bezeichnet den Film als besten Dokumentarfilm 2015.